# Морнико Лозана
Морнико Лозана (итал. Mornico Losana) је насеље у Италији у округу Павија, региону Ломбардија.
Према процени из 2011. у насељу је живело 728 становника. Насеље се налази на надморској висини од 238 м.

## Становништво
Према резултатима пописа становништва 2011. у општини је живело 721 становника.
| 1931. | 1936. | 1951. | 1961. | 1971. | 1981. | 1991. | 2001. | 2011. |
| ----- | ----- | ----- | ----- | ----- | ----- | ----- | ----- | ----- |
| 1.528 | 1.452 | 1.336 | 1.107 | 903   | 831   | 747   | 728   | 721   |